# Berzék
Berzék è un comune dell'Ungheria di 1 044 abitanti (dati 2001) . È situato nella contea di Borsod-Abaúj-Zemplén.